# Iłowa
Iłowa (germană Halbau) este un oraș în Polonia.